# Särkiluoto (ö i Finland, Södra Savolax, S:t Michel, lat 61,50, long 27,07)
Särkiluoto är en ö i Finland. Den ligger i sjön Ylä-Kuomio och i kommunen Sankt Michel i den ekonomiska regionen  S:t Michel och landskapet Södra Savolax, i den södra delen av landet, 190 km nordost om huvudstaden Helsingfors. Öns största längd är 40 meter i nord-sydlig riktning.